# Pictetia mucronata
El yamaquey común (Pictetia mucronata) es una especie de leguminosa pèrteneciente a la familia Fabaceae.
Es originaria de Cuba. Está considerada en peligro de extinción por la pérdida de hábitat.

## Distribución y hábitat
Se encuentra en la provincia de Granma, donde la especie es aún localmente común.  Las poblaciones de este arbusto o árbol pequeño están restringidas a los bosques secos y matorrales en las terrazas de piedra caliza.

## Taxonomía
Pictetia mucronata fue descrita por (Griseb.) Beyra & Lavin y publicado en Systematic Botany Monographs 56: 56. 1999.
Sinonimia
- Belairia mucronata Griseb.
- Belairia parvifoliola Britton
- Belairia savannarum Bisse[6]